# Priconodon
Genre
Espèce
Priconodon est un genre éteint de dinosaure ornithischien, qui appartenait peut-être à la famille des Nodosauridae. Ses fossiles ont été retrouvés à Muirkirk dans le Maryland, dans la formation d'Arundel qui date des âges aptien-Albien au Crétacé inférieur.

## Histoire
Othniel Charles Marsh dénomme le genre à partir de l'échantillon USNM 2135, une grande dent, retrouvée dans la formation de Potomac. Comme les ankylosaures étaient encore largement méconnus à cette époque, on compare la dent à celles de Diracodon (=Stegosaurus). Ce n'est que Walter Coombs qui l'identifie comme celle d'un ankylosaurien, et même d'un Nodosauridae, en 1978. Plus récemment cependant, Kenneth Carpenter et James Kirkland (1998), dans une étude sur les ankylosaures d'Amérique du Nord au Crétacé inférieur, considèrent que cette dent est trop grosse pour être celle d'un Nodosauridae.
La seule espèce du genre a été nommée Priconodon crassus.